# Sara Gruen
Sara Gruen (nacida en 1969 en Vancouver) es una escritora de nacionalidad canadiense y estadounidense. En sus libros generalmente involucra historias con animales y ha sido una constante colaboradora en proyectos relativos a la conservación de la fauna.
Su tercer libro, Agua para elefantes, fue inicialmente rechazado por su editorial Avon Books, dejando la tarea a Gruen de encontrar otra compañía para publicarlo. El libro terminó convirtiéndose en un bestseller del New York Times y en ser traducido a 45 idiomas. En 2011 la historia fue llevada al cine en la película Water for Elephants, protagonizada por Reese Witherspoon, Christoph Waltz y Robert Pattinson.

## Obras
- Riding lessons

- Flying changes

- Agua para elefantes

- La casa de los primates

- El agua de la vida